# Дріпінг

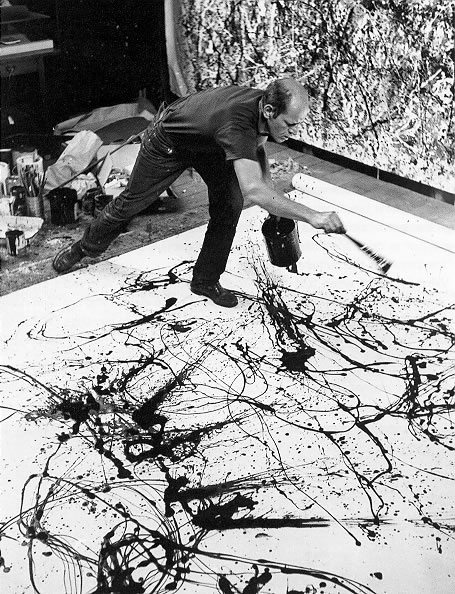
Джексон Поллок в процесі дріппінгу

Дріппінг або «метод спонтанного автоматизму» (з англ. drip — крапельний, також ) — художній метод абстрактного експресіонізму. На полотно, розстелене на підлозі, розбризкують, виливають фарбу, що створює несподівані ефекти. Метод винайдений американською художницею українського походження Джанет Собель, популяризований американським художником Джексоном Поллоком. Поллок відмовився від мольберта і підрамників: полотно розстилалось на підлозі та покривалось потоками фарби з банок або тюбиків.

Поллок так пояснював свою техніку письма: 
«Мій живопис ніяк не пов'язаний з мольбертом. Навряд я хоч раз натягував
полотно на підрамник. Я волію краще прибити полотно до стіни чи підлоги. Я відчуваю себе ближчим до живопису, його частиною, я можу ходити навколо нього, працювати з чотирьох боків і буквально бути всередині нього. Я продовжую відходити від звичайних інструментів художника, таких як мольберт, палітра та пензлі. Я віддаю перевагу паличкам, совкам, ножам, фарбі, що ллється, або суміші фарби з піском, битим склом або чимось ще. Коли я всередині живопису, я не усвідомлюю, що я роблю. Розуміння приходить пізніше. У мене немає страху перед змінами або руйнуванням образу, оскільки картина живе своїм власним життям. Я просто допомагаю їй вийти назовні»